# Xylocopa bambusae
Xylocopa bambusae là một loài Hymenoptera trong họ Apidae. Loài này được Schrottky mô tả khoa học năm 1902.